# 武豊インターチェンジ
武豊インターチェンジ（たけとよインターチェンジ）は、愛知県知多郡武豊町にある南知多道路のインターチェンジ。名古屋方面には武豊パーキングエリアを併設している。

## 道路
- 南知多道路

## 構造

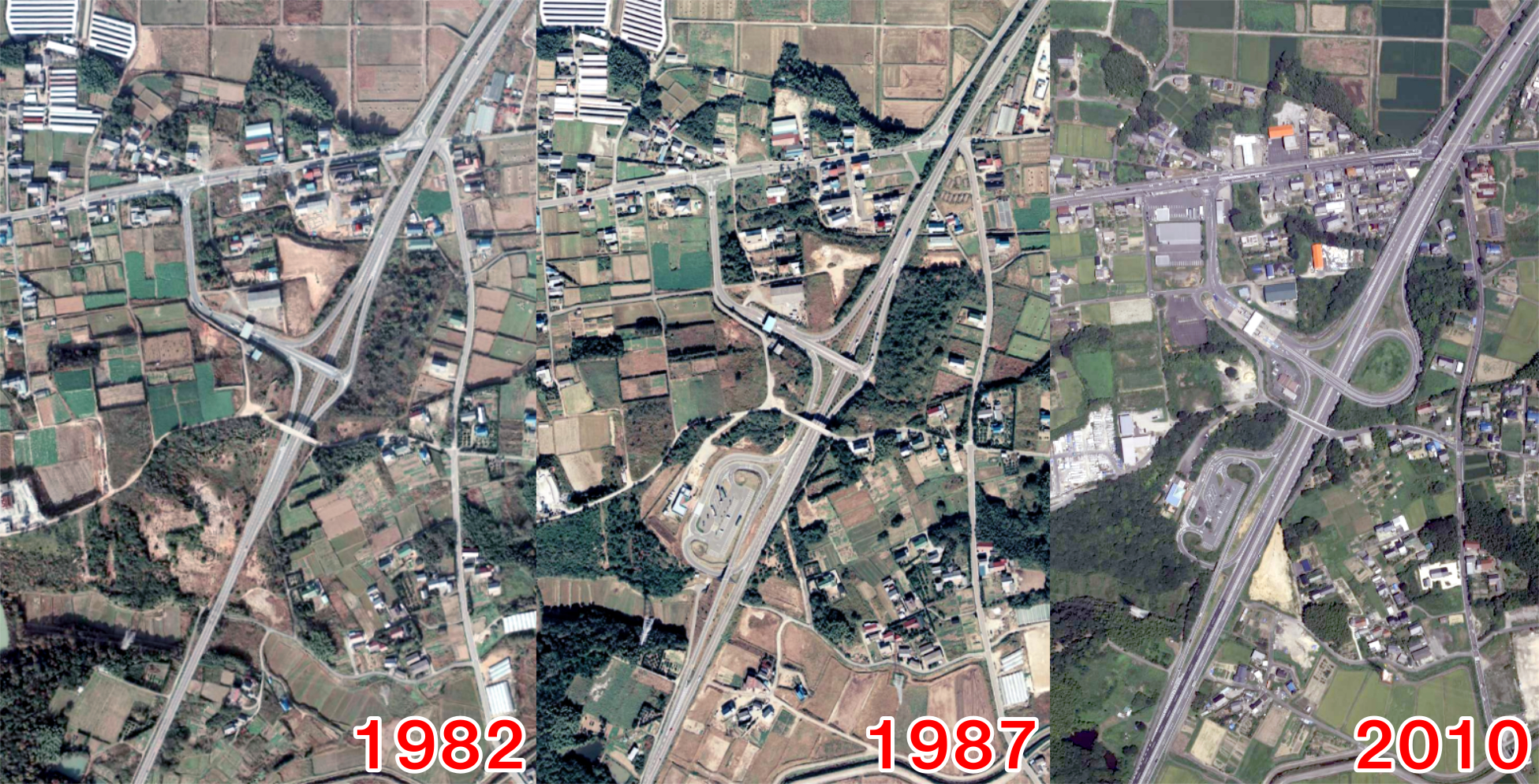
武豊ICの変遷（1982年、1987年、2010年）。武豊PAが新設され、当初は平面Y型だったランプウェイも4車線化工事に伴ってトランペット型に改修された[1]。 帰属：国土交通省「国土画像情報（カラー空中写真）」配布元：国土地理院地図・空中写真閲覧サービス

## 接続する道路
- 愛知県道72号武豊小鈴谷線

## 料金所

### 入口
- レーン数：2
  - ETC専用：1
  - 一般：1

### 出口
- レーン数：3
  - ETC専用：1
  - 一般：2

## 周辺
- 愛知県立武豊高等学校
- 日油武豊工場

## 隣
南知多道路
半田IC - 武豊IC/PA - 美浜PA - 美浜IC